# Vicente Pérez de Araciel y Rada
Vicente Perez de Araciel (Alfaro, 1657 – Madrid, 1734) è stato un nobile e politico spagnolo.

## Biografia
Vicente Pérez de Araciel nacque in seno ad una nobile famiglia di tradizione nell'avvocatura che aveva iniziato la propria fortuna sotto il governo di Filippo III di Spagna. Tra i suoi fratelli troviamo Manuel Pérez de Araciel y Rada (1653-1726), vescovo di León tra il 1704 e il 1714 e arcivescovo di Saragozza nonché inquisitore apostolico della Catalogna tra il 1714 e il 1726; Alonso Pérez de Araciel y Rada, uditore ed in seguito presidente del consiglio delle Indie; García Pérez de Araciel y Rada, cavaliere dell'Ordine di Santiago e consigliere delle Indie.
Vicente, ultimogenito, iniziò gli studi di giurisprudenza studiando all'Università di Salamanca e proseguendo poi la propria formazione altrove. Trasferitosi nel ducato di Milano, divenendo tributarista nel 1690 e senatore nel 1691. Nel 1696 venne eletto gran cancelliere del ducato di Milano, carica che ricoprì sino al 1698.
Dopo la fine del suo mandato, venne richiamato in Spagna ove fu consigliere onorario di Castiglia e poi nominato consigliere degli Ordini Miliari di Spagna nel 1713, ottenendo la presidenza l'anno successivo. Morì a Madrid nel 1734.